# Constanza de Castilla (m. 1243)
Constanza de Castilla (c. 1199 - Monasterio de las Huelgas de Burgos, 2 de enero de 1243). Infanta de Castilla e hija del rey Alfonso VIII de Castilla y de su esposa, la reina Leonor de Plantagenet.
Fue monja y señora del monasterio de Santa María la Real de las Huelgas de Burgos, donde falleció en 1243.

## Orígenes familiares
Fue hija de Alfonso VIII de Castilla y de su esposa, la reina Leonor de Plantagenet, y era nieta por paterna de los reyes Sancho III de Castilla y de su esposa, Blanca Garcés de Pamplona. Y por parte materna era nieta del rey Enrique II de Inglaterra y de su esposa Leonor de Aquitania. 
Tuvo varios hermanos, entre ellos, el rey Enrique I de Castilla y la reina Berenguela de Castilla, madre de Fernando III de Castilla.

## Biografía
Se desconoce la fecha exacta de nacimiento de la infanta Constanza de Castilla, aunque debió de ocurrir alrededor de 1199. Profesó como religiosa en el monasterio de las Huelgas, según algunos autores, en 1217, tres años después de la muerte de sus padres y por recomendación de su hermana, la reina Berenguela. Pero en realidad hasta 1232 Constanza de Castilla no comenzó a aparecer en la documentación del monasterio de las Huelgas.
 

Tanto la infanta Constanza de Castilla como su sobrina, la infanta Constanza de León, que era hija de Alfonso IX de León, y con la que conviviría durante años en el monasterio de las Huelgas, nacieron en la época en que el cenobio fue entregado a la Orden del Císter, disponiendo la familia real castellana del derecho o posibilidad de hacer los votos en la Orden desde 1199, lo que ha llevado a pensar a algunos historiadores, como Carlos Manuel Reglero de la Fuente, a pensar que ambas infantas fueron oblatas. Sin embargo, otros autores afirman que no existen documentos que avalen la condición de monjas de ambas infantas, a pesar de que así ha sido consignado por numerosos historiadores. La hija de Alfonso VIII tuvo un «papel activo» en la gestión del dominio monástico en esta época a través de su capellán, aunque en pocas ocasiones se la nombra a ella o su sobrina Constanza, «o al menos se hace con mucha menos frecuencia» que en los años siguientes, como destacó Reglero de la Fuente.

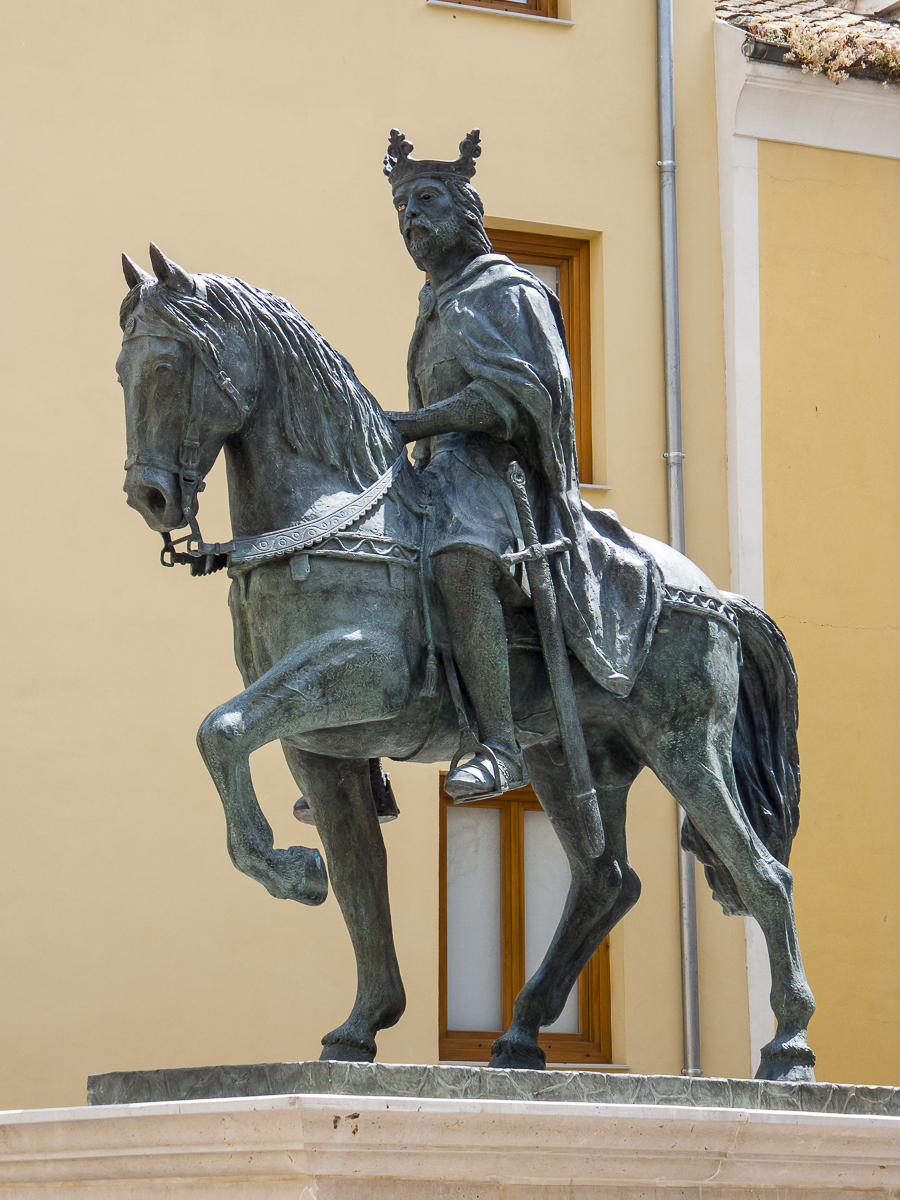
Estatua ecuestre de Alfonso VIII de Castilla en la ciudad de Cuenca.

El término «señora de las Huelgas» se utiliza para referirse al conjunto de infantas y mujeres de la familia real castellana que a lo largo de los siglos XIII y XIV tuvieron un especial protagonismo en lo referente al gobierno y administración del mencionado monasterio, como señaló Reglero de la Fuente, que aseguró que, cronológicamente, la lista de señoras de las Huelgas comenzó con las infantas Constanza de Castilla, hija de Alfonso VIII, y Constanza de León, a quienes los documentos denominan «las yfantes». La presencia de ambas en el monasterio consta desde 1222, y en general, como indicó Reglero de la Fuente, en un «segundo plano» y siempre por detrás de la abadesa, ya que mientras vivió Alfonso VIII y debido a su corta edad, no tuvieron una importancia destacada. Pero en opinión de Abella Villar a la muerte de Alfonso VIII en 1214, casi con toda seguridad fueron ellas las que administraron el monasterio, donde disponían incluso de un palacio propio.
Está documentado que en 1232 la infanta Constanza, hija de Alfonso VIII, ordenó realizar un apeo o inventario de los bienes del monasterio de las Huelgas de Burgos «que hedifico so padre el rey don Alfonso he su madre la reyna dompna Alyonor». Y en 1233, ya durante el reinado de Fernando III, la infanta Constanza de Castilla y la infanta Constanza de León otorgaron un acuerdo realizado por la abadesa de las Huelgas y lo confirmaron colocando en el documento sus respectivos sellos, habiendo llamado ello la atención de Abella Villar, que basándose en esa confirmación conjunta de ambas infantas ha supuesto que tal vez el señorío sobre el monasterio fue ejercido simultáneamente en esos momentos por las dos mujeres. Pero después de ello, ambas infantas desaparecieron de la documentación del monasterio y «se eclipsaron», en palabras de Reglero de la Fuente, hasta el año 1240, en que los nombres de ambas figuran en dos donaciones realizadas por «doña Elvira», que era una dama de su círculo. Y según Rodríguez López ambas infantas destacaron por los «ejemplos de piedad» de que dieron muestra mientras estuvieron en el monasterio.

Resulta complicado, debido a los escasos documentos en los que aparece el nombre de ambas infantas, valorar la importancia y el papel jugado por ambas en sus años finales de vida en el monasterio burgalés de las Huelgas, aunque sí puede asegurarse que fue mucho menor que el que comenzó a tener en esa época la infanta Berenguela de Castilla, hija de Fernando III y de la reina Beatriz de Suabia y monja también en las Huelgas de Burgos. Aparentemente, las dos infantas llamadas Constanza eran simplemente dos monjas «más» del convento:

Hacia el exterior se presentan como dos monjas más del convento, que solo pasan a primer plano en una época muy concreta y breve de su larga estancia en el monasterio, debido a una cierta “crisis de poder”, o bien en relación con donaciones de algunas mujeres y hombres de su entorno. Con todo, su condición de tía y hermana del rey Fernando III y la posesión de sello propio las aleja de las anónimas monjas del convento.

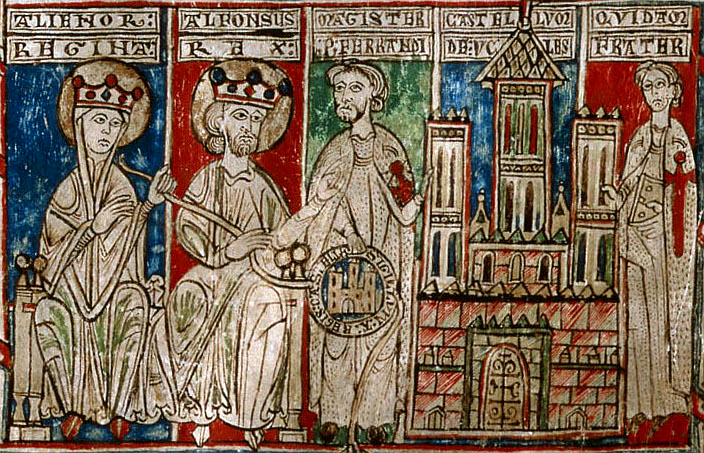
Alfonso VIII de Castilla y Leonor de Plantagenet entregan en 1174 el castillo de Uclés al maestre de la Orden de Santiago Pedro Fernández de Castro «Potestad» (Magister P. Ferrandi[z]). Tumbo menor de Castilla.

Conviene señalar que el fraile trinitario José Moreno Curiel, que llegó a ser arzobispo de Santo Domingo, aseguró que la creación de la fiesta del Triunfo de la Santa Cruz, que se celebraba en el monasterio de las Huelgas de Burgos, y en la que se conmemoraba la victoria castellana en la batalla de las Navas de Tolosa, librada en 1212, fue por iniciativa de la infanta Constanza, hija del rey Alfonso VIII de Castilla. Y, por otra parte, interesa destacar que, hacia 1240, como indicó Abella Villar, en el monasterio de las Huelgas de Burgos convivían las infantas Berenguela y Constanza, hijas de Alfonso VIII de Castilla, la infanta Constanza de León, hija de Alfonso IX de León, y tal vez la infanta Leonor, hija también de Alfonso VIII.
La infanta Constanza de Castilla falleció el día 2 de enero de 1243 en el monasterio de las Huelgas de Burgos, según consta en el Necrologio del mencionado monasterio. Y en uno de los obituarios de la Regla Antigua del monasterio de las Huelgas constaba expresamente que «descanse en paz la nobilísima Infanta Constanza sierva de Dios y virgen purísima, monja de Santa María la Real, hija del ilustre Alfonso Rey de Castilla.».

## Sepultura

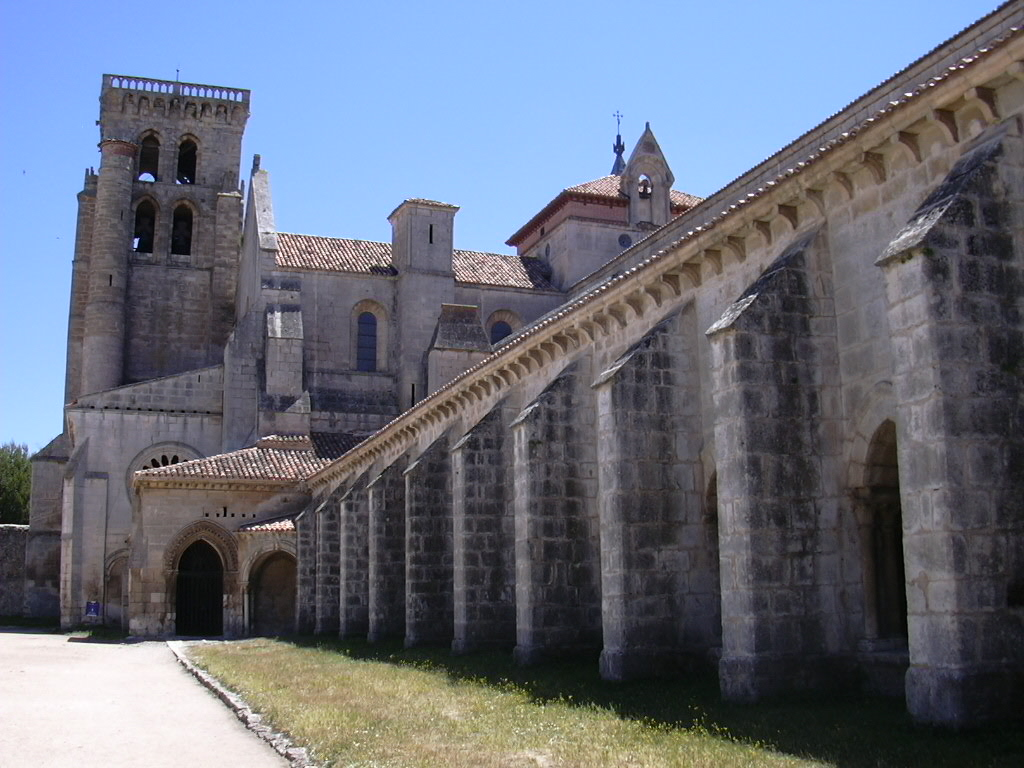
Monasterio de las Huelgas de Burgos.

Después de su defunción, el cadáver de la infanta Constanza de Castilla recibió sepultura en el monasterio de las Huelgas de Burgos, que había sido fundado por su padre, el rey Alfonso VIII de Castilla, y en el que fueron sepultados tanto los padres de la infanta como varios de sus hermanos. Durante la Guerra de la Independencia Española, el monasterio de las Huelgas fue saqueado por las tropas francesas y la mayoría de sus tumbas profanadas. Pero durante la exploración de los sepulcros del monasterio de las Huelgas llevada a cabo a mediados del siglo XX por el arqueólogo e historiador Manuel Gómez-Moreno, se comprobó que los restos mortales de la infanta Constanza, momificados y en buen estado de conservación, yacían en su sepulcro de piedra caliza con cubierta a dos vertientes y liso, aunque en el pasado estuvo policromado. Las tablas del ataúd donde se hallaban los restos de la infanta Constanza se hallaban unidas con clavos a lanceta, siendo el forro del ataúd de badana, y la cruz colocada sobre su tapa procedía de un galón morisco, colocada sobre clavazón de hierro.
El sepulcro que contiene los restos de la infanta Constanza de Castilla se encuentra colocado en la nave de San Juan, sur o de la Epístola de la iglesia del monasterio de las Huelgas, y a su derecha se halla el que contiene los restos de la infanta María de Aragón, hija de Jaime II de Aragón y esposa del infante Pedro de Castilla, hijo de Sancho IV de Castilla.